# Perquie
Perquie ist eine französische Gemeinde mit 342 Einwohnern (Stand 1. Januar 2022) im Département Landes in der Region Nouvelle-Aquitaine. Sie gehört zum Kanton Adour Armagnac und zum Arrondissement Mont-de-Marsan. 
Nachbargemeinden sind Villeneuve-de-Marsan im Nordwesten, Arthez-d’Armagnac im Norden, Montégut im Nordosten, Monguilhem im Osten, Bourdalat im Südosten, Hontanx im Süden, Saint-Gein im Südwesten und Pujo-le-Plan im Westen. 

## Bevölkerungsentwicklung
| Jahr      | 1962 | 1968 | 1975 | 1982 | 1990 | 1999 | 2006 | 2017 |
| --------- | ---- | ---- | ---- | ---- | ---- | ---- | ---- | ---- |
| Einwohner | 468  | 389  | 343  | 332  | 294  | 297  | 369  | 350  |

## Sehenswürdigkeiten
- Château de Ravignan aus dem Jahr 1663, seit 1948 als Monument historique ausgewiesen
- Château de Pomiès
- Château de Gaube
- Kirche Saint-Martin-de-Gaube, seit 2003 Monument historique

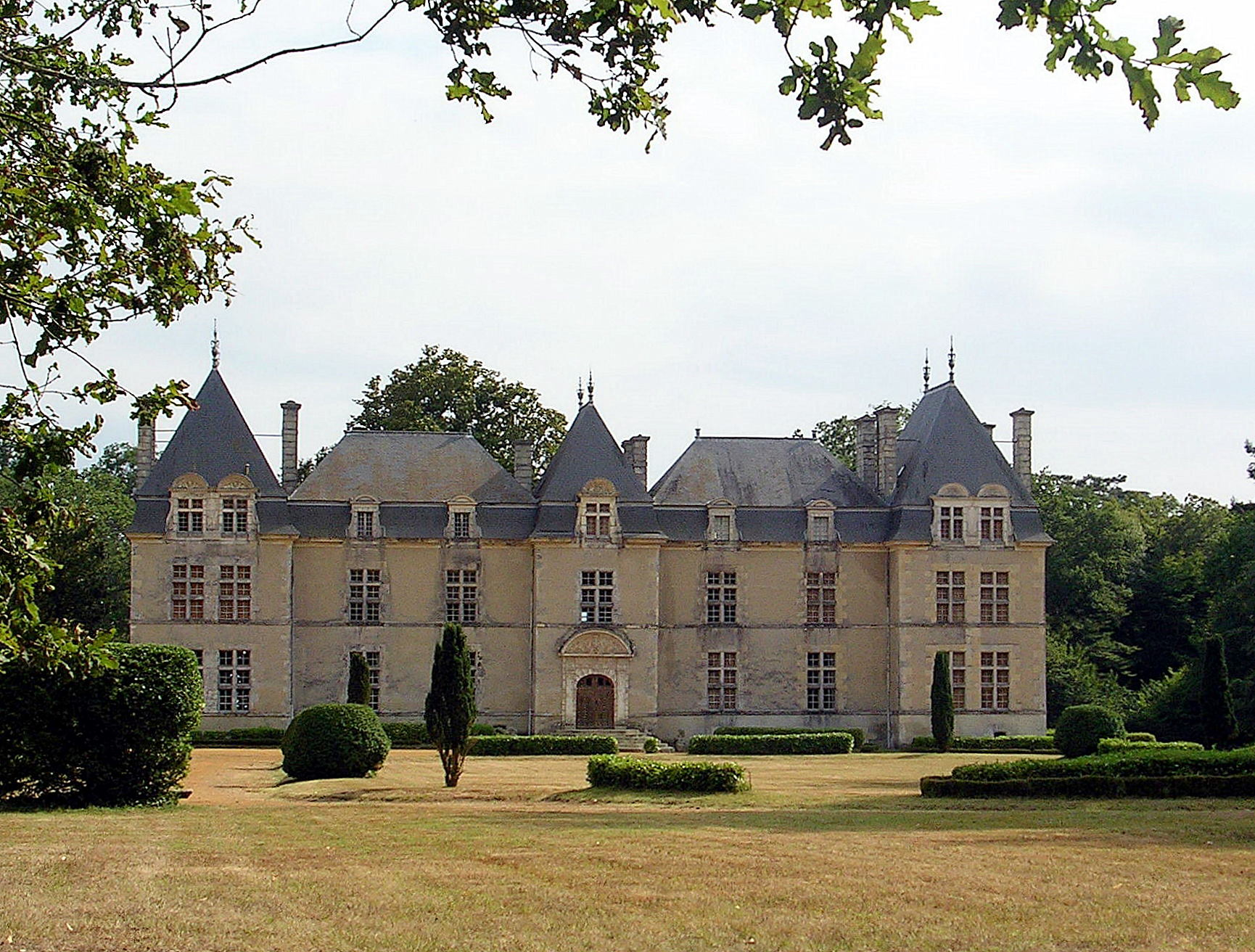
Château de Ravignan
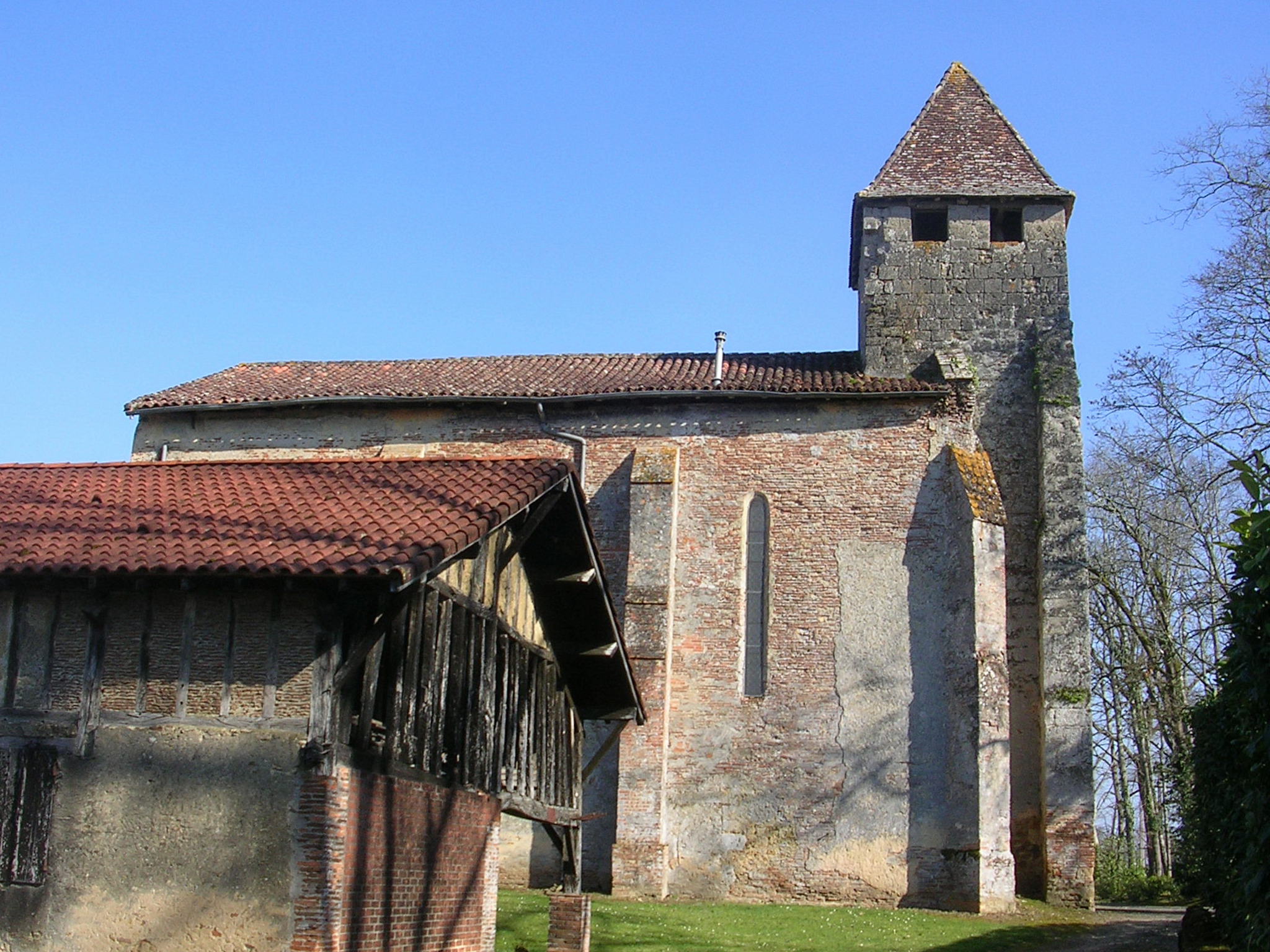
Kirche Saint-Martin-de-Gaube